# Гарсиа, Антонио
Анто́нио Гарси́а (исп. Antonio García, настоящее имя — Эльесер Эрлинто Чаморро Акоста (исп. Eliécer Erlinto Chamorro Acosta), род. 10 января 1956, Мокоа, Путумайо) — колумбийский революционер, один из руководителей Армии национального освобождения (АНО).

## Биография
Он родился в Путумайо, в крестьянской семье. В Мокоа он учился в начальной исредней школе. После получения аттестата об окончании средней школы он отправился учиться в город Букараманга, где изучал электротехнику в Промышленном университете Сантандера (UIS). Будучи студентом университета, он вместе с Исраэлем Рамиресом Пинедой и Педро Каньясом Серрано организовывал и участвовал в протестах сторонников АНО. В юности преуспел как студенческий лидер.

### АНО
АНО — вторая по численности и силе повстанческая группировка в Колумбии после Революционных вооруженных сил (РВСК). В возрасте 19 лет, изучая инженерию в Промышленном университете Сантандера, он начал искать возможность сотрудничества с АНО. После двух лет обучения в конечном итоге его приняли в колумбийскую леворадикальную организацию АНО. В начале 1980-х Антонио Гарсиа был избран в Центральное командование АНО. Гарсиа отвечал за переговоры с Mannesmann AG о транше в 2 млн долларов, полученных АНО для строительства нефтепровода Каньо-Лимон — Ковеньяс.
В 2000 году Гарсия встретился с комиссаром по вопросам мира Камило Гомесом в Женеве, Швейцария. Тем не менее, Гарсиа возложил на правительство ответственность за нападение, которое Объединенные силы самообороны Колумбии (AUC) осуществили на юге департамента Боливар, где располагалось центральное командование АНО.
26 мая 2008 года эквадорские и колумбийские СМИ сообщили об аресте Гарсиа в Эквадоре. Эквадорские военные заявили, что они «вероятно» действительно держали его под стражей, но чтобы убедиться в этом, необходимо провести дополнительное расследование. Арест оказался ошибкой. Арестованный партизан был опознан как Уиллингтон Кларо Аревало по прозвищу «Антонио».
В 2016 году Центральное командование (COCE) назначило Антонио Гарсиа координатором для начала переговоров, ведущих к началу мирного процесса с правительством Хуана Мануэля Сантоса, чтобы положить конец конфликту между этой повстанческой группировкой и колумбийским государством.